# Angka hexops
Angka hexops is een spinnensoort uit de familie Cyrtaucheniidae. De soort komt voor in Thailand.